# Chalił Aminow
Chalił Aminowicz Aminow (ros. Халил Аминович Аминов; ur. 1 kwietnia 1994) – rosyjski zapaśnik startujący w stylu wolnym. Drugi w Pucharze Świata w 2016 roku.